# Abbaye de Ter Doest
L'abbaye de Ter Doest était un monastère de moines cisterciens situé à Lissewege, village de Belgique localisé à 11 km au nord de Bruges et qui en fait aujourd'hui partie. Fondé comme établissement bénédictin en 1106, il devint cistercien en 1174, rattaché par l'évêque de Tournai à l'abbaye des Dunes. Après essaimage et période d'indépendance, le monastère de Ter Doest fut de nouveau rattaché par les autorités de l'ordre cistercien à l'abbaye-mère, en 1627. Des bâtiments monastiques, il reste une grange, spécimen de ce qu'étaient les granges monastiques d'antan. 

## Histoire
Lambert, seigneur de Lissewege qui résidait au Upperhof, donna en 1106 un domaine avec une chapelle aux Bénédictins qui y fondèrent un monastère. En 1174, il fut occupé par des moines cisterciens de l'abbaye Notre-Dame des Dunes de Coxyde, car rattaché par l'évêque de Tournai Éverard d'Avesnes à cette abbaye. L'abbé Hacket (1174-1179), ancien châtelain de Bruges, lui procura des terres et des privilèges.
En difficulté dès le XIVe siècle, le monastère fut annexé à la mense épiscopale de Bruges en 1561. En 1572, il fut détruit par les paysans réformés. Alors fort anémié, en 1627, par décision des autorités supérieures de l'ordre cistercien, il fut repris par l'abbaye-mère.
L'abbaye a joué un rôle important dans la poldérisation de régions en Flandre, Zélande (voir Saeftinghe) et en Hollande et dans le commerce de la laine avec les villes flamandes.

## Architecture et description

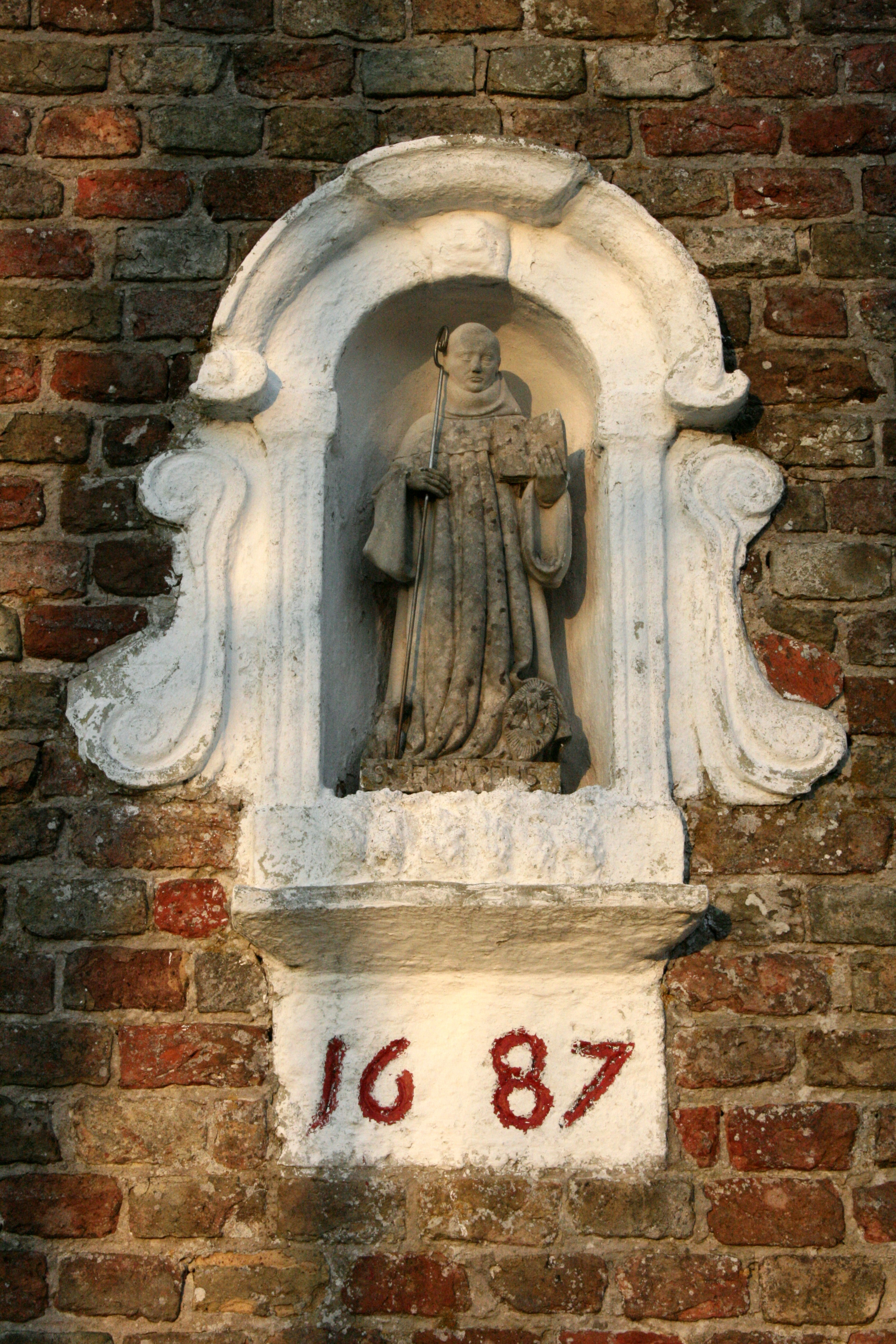
Potale avec statue de St Bernard

### La grange
La grange de 1280, qui subsiste, pouvait recevoir la récolte de 40 hectares de grain. Elle mesure 50,50 m de long, 23,75 m de large et le faîte est à 30,75 m de haut. La hauteur des murs sous le toit est de 9,25 m. Deux rangées de dix piliers en chêne supportent la charpente, en chêne également. Jusqu'en 1711, le toit était en chaume ; il est maintenant en tuiles de Boom.

### Autres vestiges
Le monastère possédait autrefois une vaste église abbatiale à trois nefs, rasée en 1571 par les Calvinistes. Cette église s'élevait tout à proximité de la ferme abbatiale de 1632 dénommée 't Groot Ter Doest, qui subsiste. Restent également, du défunt monastère, une chapelle octogonale de 1687 et un porche monumental de 1662,.

## Personnalités
- Saint Torphime, moine d'origine danoise (XIIIe siècle), fut envoyé comme évêque à Hamar en Norvège. Pour y défendre les droits et la liberté de l'Église il lutta contre la puissance des princes. Mais, menacé, il dut prendre la fuite. Mort le 8 janvier 1244, son corps fut ramené à Ter Doest où il fut inhumé.

- Guillaume de Saeftinghen, frère convers de Ter Doest, combattit lors de la bataille des éperons d'or en 1302 dans le camp des Flamands. Il aurait désarçonné le commandant français Robert II d'Artois. Fougueux de tempérament il mena une révolte des convers dans son monastère, durant laquelle l'abbé fut blessé et le cellérier tué. Excommunié et en fuite il obtint du pape Clément V la levée de l'excommunication avec condition qu'il aille se battre en Terre sainte. C'est ce que le pénitent fit en rejoignant les chevaliers de l'Hopital, à Jérusalem.